# Bally
Bally — швейцарская компания по производству обуви, основанная Карлом Францем Балли в 1851 году.
В 2008 году владельцем бренда стала корпорация JAB Holding. В 2013 году директором компании был назначен Фредерик де Нарп, до этого возглавлявший американский ювелирный бренд Harry Winston. В 2015 году де Нарп заявил, что в течение 5-10 лет хочет увеличить оборот Bally с 400 млн до 1 млрд евро.
В апреле 2017 года JAB Holding выставил на продажу принадлежащие ему «люксовые» обувные бренды Bally и Jimmy Choo , так как решил сконцентрироваться на товарах массового потребления, — в первую очередь кофе и смежных с ним продуктах.